# Innisfree
Pour les articles homonymes, voir Innisfree (homonymie).
Innisfree est un mot d'origine irlandaise qui, en premier lieu, désigne une île située dans le comté de Sligo, au nord-ouest de l'Irlande, objet d'une poésie de Yeats ; par la suite, une chanson intitulée L'île d'Innisfree a été composée par Dick Farrelly (1949) ; enfin, en 1952, le village fictif où se situe l'action de L'Homme tranquille de John Ford reçoit le nom d’Innisfree .

## Linguistique
En Irlande, Innisfree est prononcé /inishfri:/. Il existe d'ailleurs une autre graphie, « Inishfree » correspondant à cette prononciation et plus conforme à l'étymologie.
Ce nom paraît en effet venir du gaélique irlandais ancien inis fraoigh qui signifie « île de bruyère ». Inis est un mot tombé en désuétude en irlandais moderne, où il a été remplacé par oiléan, mais qui correspond à une racine indo-européenne que l'on retrouve en breton moderne (enez) et dans d'autres langues celtiques, mais aussi en latin (insula).

## L'île d'Innisfree et Yeats
Il s'agit d'une île déserte du lough Gill, lac situé à la limite entre les comtés de Sligo et de Leitrim.
Cette île est assez connue dans le monde anglophone en raison du poème de William Butler Yeats, The Lake Isle of Innisfree (1890), dont voici la première strophe :
I will arise and go now, and go to Innisfree,

And a small cabin build there, of clay and wattles made:

Nine bean-rows will I have there, a hive for the honey-bee;

And live alone in the bee-loud glade.
« Je veux me lever, partir maintenant, partir pour Innisfree,

Une petite hutte y construire, faite d'argile et d'osier :

Neuf rangs de haricots j'aurai là, une ruche pour l'abeille à miel ;

Et vivrai seul dans le bourdonnement de la clairière. »
Ce poème a été traduit en italien puis chanté par l'artiste Angelo Branduardi, dans son album "Branduardi canta Yeats", en 1986.

## L'île d'Innisfree de Dick Farrelly (1949)
En 1949, l'auteur-compositeur irlandais Dick Farrelly (1916-1990), originaire de Kells (comté de Meath), compose une chanson intitulée The Isle of Innisfree.
Selon les déclarations de l'auteur lui-même, cette chanson ne se rapporte cependant pas à l'île chère à Yeats, mais plutôt à l'Irlande tout entière.
La mélodie de Farrelly va connaître la renommée en devenant peu après un des thèmes musicaux du film de John Ford.

## Innisfree et le cinéma

### Le village deL'Homme tranquille
Le village d'Innisfree est, dans le film (avec John Wayne, Maureen O'Hara, Ward Bond, Victor McLaglen), supposé se trouver dans le comté de Sligo. Le tournage a en réalité eu lieu dans la petite ville de Cong (comté de Mayo) et dans le parc du château d'Ashford, situé à 1 kilomètre de Cong, mais dans le comté de Galway.

### Fringe
Dans le téléfilm Fringe, saison 4  épisode 22, William Bell récite la première strophe du poème de Yeats avant de faire s'effondrer l'un sur l'autre les deux mondes.

### Million dollar baby
Dans le film Million Dollar Baby, lors du début de la convalescence du personnage de Maggie, Frankie Dunn, joué par Clint Eastwood, lit une partie de ce poème.